# ミュンヘン学派 (地理学)
ミュンヘン学派（ミュンヘンがくは、英語: Munich School,ドイツ語: Münchner Schule）は、ヴォルフガング・ハルトケとその門下を中心とする社会地理学の学派である。現象のプロセスを重視する動態的研究を行った。ハルトケ学派とも呼ぶ。
ミュンヘン学派はドイツ語圏での社会地理学研究における一つの流れを形成したとされており、中心的な研究者はカール・ルッパートとフランツ・シャッファーである。

## 系譜
ハルトケの門下生は1950年代には農村、1960年代は都市をフィールドとして実証研究を行った。また、社会地理学の方法論についてはルッパートやシャッファーが追求した。
ハルトケは1952年までフランクフルト大学で教鞭をとっており、その後ミュンヘン工科大学に勤務した。ルッパートは1952年にフランクフルト大学で博士号を取得後、1959年には教授資格を取得してハルトケのミュンヘン工科大学で助手を務め、1965年からはミュンヘン大学の経済地理学正教授に着任する。また、ガイペルもハルトケの門下生であり、1963年にフランクフルト大学教授、1969年からミュンヘン工科大学で応用地理学の正教授に着任した。
1960年代、ハルトケは門下生に都市研究を要求しており、この時に指導を受けた学者としては地誌及び地域整備研究所所長のガンザーがいる。また、シャッファーは博士号をハルトケの指導の下ミュンヘン工科大学で取得し、1971年にルッパートのミュンヘン大学で教授資格を取得、のちアウクスブルク大学の教授に就任した。
ハルトケの影響はウィーン大学のボーベクにも及んだ。このことからウィーン・ミュンヘン学派とも呼ばれている。

## 学史
ミュンヘン学派の出発点はハルトケの指導によるクレッカー（Ursel Kröcker）の農村における社会的休閑地の研究であり、1950年代にわたってクレッカーやガイペルなどにより「社会的休閑」をめぐる研究が行われた。なお、「社会的休閑」に関する研究はミュンヘン学派のみならず他の地理学者や農村社会学などでも行われた。
1960年代になると主要な研究テーマがこれまでの農業地理学から観光地理学を経て、都市地理学に移る。観光地理学研究にテーマが移っても、観光に着目した農村地域への影響を分析しており、内容としては大きな変化はなかった。その後の都市地理学的研究で都市構造に焦点を当てるようになる。ルッパートとシャッファーは現代における生活は機能的に分化した空間によって成り立っていると考えた。
ミュンヘン学派による社会地理学研究が盛んだったのは1960年代までである。1977年にマイヤーらによって社会地理学としては初の教科書である『社会地理学』が刊行された時点で、既に学界におけるミュンヘン学派は下火となっており、1980年には英語圏で発達を遂げた行動研究に統合されたとされる。

## 特徴
社会地理学はこれまで空間を研究の対象としてきたが、ハルトケは人間活動そのものを研究のテーマとしており、ヴァーレンは地理学におけるコペルニクス的転回であると評価している。
都市の分析から始まり、社会学と接近して「地理学」であることをあまり意識しなかったイギリスの社会地理学とは系譜を異にしており、ミュンヘン学派は農村の分析から始まり「地理学」を強く意識した研究であった。ハルトケは社会的休閑地や新聞講読圏など政治問題に注目した研究を行った。続くルッパートやシャッファーは動態的な考察を重視して独自の社会地理学理論を展開し、教科書『社会地理学』を記した。

## 批判・評価
バーレンベルクは理論的基盤が脆弱であり、基本概念が不明瞭であるうえにマクロ分析が不足しているなどの批判をしており、ミュンヘン学派が地域研究の新たなパラダイムになりえないと主張している。
ヴァーレンはハルトケのフィールドが農村にあり、先進的社会を対象としなかったことを批判した。同様に森川 (2004)は、ミュンヘン学派を特色ある研究成果を上げたと評しつつも、伝統的な地理学的・地図学的な方法に依存する農村調査が中心であったために脱定着化した社会的性格を反映していなかったと評価している。

### 論争
現代における生活は機能的に分化した空間によって成り立っていると考えたルッパートとシャッファーに対してはレンクとヴィルトによって批判がなされ、論争に発展した。
1973年にGeographische Zeitschrift誌上で、レンク（Gunter Leng）は「ブルジョア科学的」であるとしてマルクス主義の観点から批判論文を掲載し、労働を中心に据えるべきだとした。これに対してルッペルトとシャッファーは翌1974年、「ブルジョア科学」ではなく経験的研究の蓄積から生じたものであり、必ずしも労働のみが社会生活の中心的機能ではないと同誌上で反論を行った。
教科書『社会地理学』が刊行された1977年、ヴィルトがレンクと同じくGeographische Zeitschrift誌上で集団やプロセス概念が不明瞭であると批判したうえで、ミュンヘン学派が用いる「基本的生存機能」の概念は社会科学理論として学界では完全に無視されていると指摘した。これに対してマイヤーほか4人の『社会地理学』の著者は、翌1978年同誌上で、社会学の方法を何故そのまま転用しなければいけないのかと反論し、立地に代わって人間集団の機能から社会地理学的分析をするのは非地理学的であると主張した。